# Archiv der Hudson’s Bay Company
Das Archiv der Hudson’s Bay Company (engl. Hudson’s Bay Company Archives) befindet sich in Winnipeg und bildet eine Abteilung der Archive der kanadischen Provinz Manitoba (Archives of Manitoba). Es bewahrt alle Archivalien auf, die im Zusammenhang mit der Hudson’s Bay Company (HBC) entstanden sind, reicht also bis in ihr Gründungsjahr 1670 zurück. Damit sind die Schwerpunkte der Handelsgesellschaft, beginnend mit dem Pelzhandel, der Erkundung des amerikanischen Kontinents, der Erfahrungen mit den First Nations, der wirtschaftlichen Entwicklung der britischen Kolonie und der Frühgeschichte Kanadas in einem überaus reichen Fundus vertreten. Seine rechtliche Basis ist zum einen der Archives and Record Keeping Act (2003) und die Schenkungsvereinbarung zwischen der HBC und der Provinz Manitoba (1994). 2008 hatte das Institut 16 Vollzeit-Mitarbeiter. Im Jahr 2007 wurde das Archiv der Hudson’s Bay Company von der UNESCO zum Weltdokumentenerbe erklärt.

## Geschichte des Archivs
Der erste Katalog der inzwischen stark angewachsenen Bestände entstand 1796. Doch bis in die 1920er Jahre diente das Archiv nur den Bedürfnissen der HBC, und nur wenige privilegierte Nutzer erhielten die Erlaubnis, das Archiv zu betreten. Seit dieser Zeit jedoch setzte sich der Gedanke durch, dass die Archivalien, die weniger für die britische als für die kanadische und US-amerikanische Geschichte von Bedeutung waren, den Forschern dieser Länder zugänglich gemacht werden sollten. So unterstützten die Mitarbeiter des Archives Department in London ihre nordamerikanischen Kollegen und boten ihnen erleichterten Zugang und Auftragssuche an.
Dies änderte sich 1970, als das Hauptquartier der HBC nach Kanada umsiedelte. Drei Jahre später unterzeichnete man eine Vereinbarung mit dem Archiv von Manitoba, die Archivalien dauerhaft auszuleihen und 1974 wurden die unersetzlichen Dokumente nach Nordamerika verfrachtet. Am 27. Januar bezogen sie ihr dauerhaftes Domizil am heutigen Ort. Seit 1995 ist das Archiv öffentlich zugänglich.

## Bestände

### Archiv
Von Anfang an hat die HBC auf Berichte ihrer Mitarbeiter bestanden. Sie füllen heute einen erheblichen Teil der 3.000 Regalmeter an Archivalien. Das älteste Stück stammt aus dem Jahr 1671 und besteht aus Beschlüssen von Governor und Komitee der Gesellschaft. Sämtliche so genannten minute books sind von 1671 bis 1970 erhalten, nur eine vierjährige Lücke klafft. Zu den innerhalb der HBC entstandenen Schriften kommen private Tagebücher, Briefe und sonstige Explorationsaufzeichnungen. Schließlich wurden mindestens seit 1920 Mikrofilme und Fotokopien aus anderen Archiven gesammelt, die hier ebenfalls zugänglich sind. Dabei sind die Findbücher systematisch den acht Abteilungen zugewiesen:
1. Search Section A: Governor and Committee (London Office) Records
2. Search Section B: Post Records
3. Search Section C: Ships’ Records
4. Search Section D: Governor’s Papers and Commissioner’s Office
5. Search Section E: Private Records
6. Search Section F: Records of Related and Subsidiary Companies
7. Search Section G: Cartographic Records
8. Search Section H: Western Department Land Records.

Daneben kann über biographische Einträge gesucht werden.
Ein weiterer wichtiger Zugang ist der Weg über die Karten der HBC-Posten, die sich über ein Gebiet von weit über 10 Millionen km² verteilt haben. So sind die Archivalien, so weit möglich, den einzelnen Handelsposten zugeordnet.
Ein wichtiges Projekt der HBC ist das Oral History Project, das sich mit der mündlichen Überlieferung vor allem seit der Zeit der Weltwirtschaftskrise befasst. Teilunternehmen oder solche, die übernommen worden sind, wie Zellers, Simpsons, Woodward’s oder Morgan’s werden durch Befragung ehemaliger Mitarbeiter ergründet.

### Bibliothek

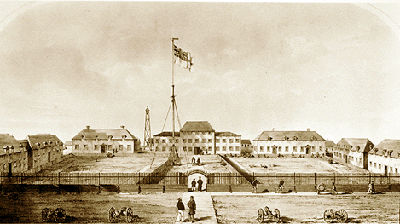
York Factory, 1853

Mit der Übernahme der Buchbestände des The Beaver magazine im Jahr 2000 hat die Bibliothek ihre Bestände erheblich erweitern können. Sie umfasst derzeit rund 10.000 Titel, darunter Bestände seltener Bücher, wie die private Bibliothek des Pelzhändlers Peter Fidler (1769–1822) oder einzelner Handelsposten, wie der York Factory. Seit 2005 sind die Bestände z. T. auch online zugänglich.

## Zugangswege
Wie die meisten Archive, so ist auch das HBC-Archiv auf mehreren Wegen zugänglich. Erster und wichtigster Weg ist der zum Archiv selbst. Das Gebäude befindet sich in 130-200 Vaughan Street in Downtown Winnipeg. Das 1932 entstandene Gebäude (Winnipeg Auditorium war sein ursprünglicher Name) ist zugleich Sitz der Legislative Library, also der Bibliothek der Gesetzgebenden Versammlung, dem höchsten politischen Gremium der Provinz. 1974 zogen hier die Provincial Archives of Manitoba ein, wie die Institution zu dieser Zeit noch hieß. Der Eingang befindet sich nahe der Ecke Vaughan Street / St. Mary Avenue.
Sehr häufig wird das Archiv von Kanadiern in Anspruch genommen, die Familienforschung betreiben möchten. Dazu gibt es einen Genealogical Guide, also einen genealogischen Führer. Um dem Andrang gewachsen zu sein, wird allerdings dringend darauf hingewiesen, dass zunächst alle anderen Möglichkeiten (mündliche Überlieferung, Publikationen wie Tageszeitungen und sonstige Veröffentlichungen usw.) ausgeschöpft werden sollten, bevor man das Archiv aufsucht, denn ein solcher Besuch kann angesichts der Überlieferungsmassen scheitern.
Beim ersten Besuch wird kostenlos ein so genannter Research Pass gegen Vorlage eines Personalausweises oder einer anderen Identifikationsmöglichkeit (keine Kreditkarten o. ä.) ausgestellt. Dazu sollte bereits vorher Kontakt aufgenommen werden.
Die Bestände sind aber auch partiell von außerhalb zugänglich. Dazu gibt es nicht nur eine Datenbank, sondern auch Zugangsmöglichkeiten zu Mikrofilmen. Die Mikrofilme sind geordnet nach: Court Records, Government Records, Individuals' Private Papers, Municipal Records, Private Organizations, School Records und einer Master Alphabetical List.
Ein weiterer Weg an Archivalien zu gelangen, ist die Auftragsrecherche. Dabei stellen sich gegen eine Gebühr wissenschaftlich vorgebildete Menschen für eine genealogische Recherche oder für eine allgemeine Suche zur Verfügung. Diese Arbeitsteilung macht das enorme Gewicht der Familienforschung deutlich.